# Сосновый Бор (Порховский район)
Сосновый Бор — деревня в восточной части Порховского района Псковской области. Входит в состав сельского поселения «Красноармейская волость».
Расположена в 10 км к западу от города Порхов.

## Население
Численность населения составляет 127 жителей (2000 год).